# Квон, Вячеслав Васильевич
Вячеслав Васильевич Квон (31 июля 1964, Тавричанка, Приморский край) — российский политик. Глава Артёмовского городского округа с 2020 года.

## Биография
Родился 31 июля 1964 года в посёлке Тавричанка. Трудовую деятельность начинал в 1981-82 годах, работая электрослесарем в тавричанском шахтостроительном управлении. В 1982 году поступил в Актюбинское высшее лётное училище гражданской авиации, которое окончил в 1986 году, получив квалификацию «инженер-пилот». С 1986 года был пилотом в 145-м лётном отряде (позже преобразован во «Владивосток Авиа»). После завершения карьеры лётчика в 1999 году, занимал должности директора ООО «Новошахтинск-транзит уголь» (1999—2000), ООО «Артёмовское лесоперерабатывающее предприятие» (2001—2012) и ООО «Старт 1» (2005—2012).
С 2008 года состоит в партии «Единая Россия». В том же году был избран депутатом Думы Артёмовского городского округа VI созыва. В думе занимал должность председателя постоянной комиссии Думы по вопросам жизнеобеспечения и содействия проведению реформы ЖКХ. 14 октября 2012 года переизбран депутатом VII созыва. На первом заседании думы 25 октября, в ходе тайного голосования, был избран председателем думы. В 2015 году награждён Почётной грамотой Законодательного собрания Приморского края.
Летом 2016 года Вячеслав Квон стал одним из двух претендентов на должность главы городского округа Спасск-Дальний. 3 августа на заседании депутатов местной думы, Квон был избран главой городского округа, его кандидатуру поддержали все 17 присутствующих депутатов.
В 2018 году появилась информация о переходе Квона на работу в должности вице-мера в город Находка. Также сообщалось, что в перспективе Квон может возглавить Находку, однако дума Спасского-Дальнего высказалась против такого решения и направила письмо в адрес врио губернатора Приморского края Андрея Тарасенко с просьбой оставить его в нынешней должности. В результате Квон оставался главой Спасска-Дальнего до февраля 2020 года.
21 февраля, после отставки Александра Авдеева, Вячеслав Квон был утверждён врио главы Артёмовского городского округа. 14 апреля, в ходе заседания артёмовской думы, официально избран главой городского округа. В его поддержку высказались 21 из 23 присутствующих депутатов.